# فولوشكا

حوض نهر أونيغا، ويظهر نهر فولوشكا في الجنوب

فولوشكا (بالروسية: Волошка) هو نهر يمر عبر مقاطعة أرخانجيلسك أوبلاست في روسيا. وهو أحد روافد نهر أونيغا ويبلغ طوله 260 كم.